# Sunshine Coast

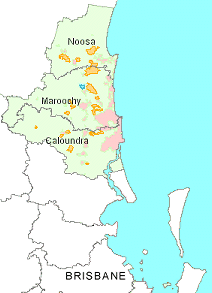
De Sunshine Coast-gemeenten

De Australische Sunshine Coast (ca. 250.000 inwoners) is een kustregio ten noorden van Brisbane, de hoofdstad van de deelstaat Queensland.
De Sunshine Coast omvat drie gemeenten, te weten Noosa Shire in het noorden, Maroochy Shire in het midden, en de stad Caloundra in het zuiden. De Sunshine Coast ligt aan de Stille Oceaan en wordt gekenmerkt door een serie badplaatsen. Soms worden de plaatsen Gympie (30 minuten rijden ten noorden van Noosa Heads) en Caboolture (30 minuten rijden ten zuiden van Caloundra) bij een ruimere definiëring ook tot de Sunshine Coast gerekend.
Andere plaatsen die tot de regio Sunshine Coast behoren zijn: Mooloolaba, Alexandra Headland, Maroochydore, Buderim en Nambour.
De regio wordt gekenmerkt door prachtige stranden, uitgestrekte uitzichten over de kust en vruchtbare landbouwgrond in het achterland. De Sunshine Coast produceert een grote verscheidenheid aan tropische vruchten en noten en tot voor kort suikerriet.
De Sunshine Coast is een toeristisch centrum met diverse attracties zoals de bekende Australia Zoo, het zeepark UnderWater World, de Buderim gemberfabriek, de Big Pineapple ananasplantage en het Majestic Theatre.